# John Hinckley, Jr.

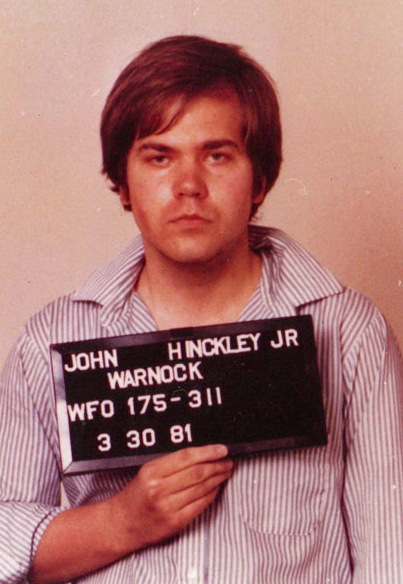
John Hinckley, Jr.
Aufnahme des FBI am Tag des Attentats

John Warnock Hinckley, Jr. (* 29. Mai 1955 in Ardmore, Oklahoma) ist ein US-amerikanischer Attentäter. Er verübte am 30. März 1981 ein Attentat auf den US-Präsidenten Ronald Reagan, um dadurch die Aufmerksamkeit der Schauspielerin Jodie Foster zu erregen. Nach 35 Jahren Aufenthalt in einer forensisch-psychiatrischen Klinik wurde er am 10. September 2016 unter Auflagen entlassen.

## Leben

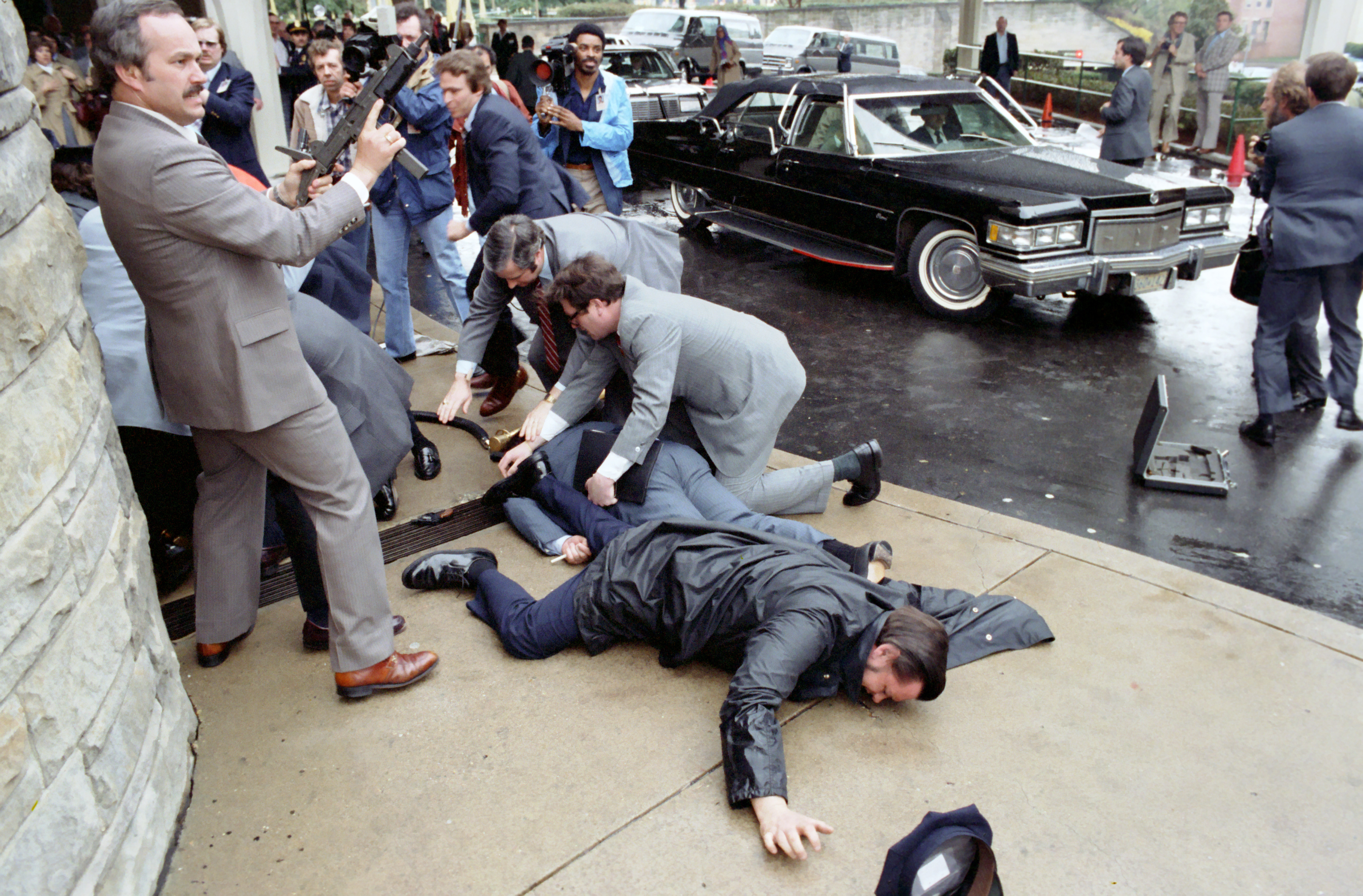
Tumult beim Attentat auf Reagan am 30. März 1981

Hinckleys Vater, John Warnock Hinckley senior, war Vorstandsvorsitzender der Vanderbilt Energy Corporation und Aufsichtsratsvorsitzender der evangelikalen Hilfsorganisation World Vision. Hinckley jr. wuchs in University Park, einem Vorort des texanischen Dallas auf, wo er die Highland Park High School besuchte. Nach seinem Abschluss 1973 zog die Familie nach Evergreen, Colorado, wohin der Arbeitgeber des Vaters seine Zentrale verlegt hatte.
Von 1974 bis 1980 war Hinckley zwar an der Texas Tech University eingeschrieben, zog jedoch 1975 nach Los Angeles, wo er erfolglos versuchte, als Songschreiber Fuß zu fassen. 1976 kehrte er zurück zu seinen Eltern.
Hinckley entwickelte eine Obsession für die Schauspielerin Jodie Foster, die er in dem Film Taxi Driver gesehen hatte. Nachdem Versuche, mit ihr persönlich in Kontakt zu treten, fehlgeschlagen waren, überlegte sich Hinckley Strategien, wie er ihr imponieren könnte, etwa indem er ein Flugzeug entführte oder vor ihren Augen Suizid beginge. Nach dem Vorbild der verwirrten Hauptperson von Taxi Driver, die versucht, einen Politiker zu ermorden, entstand Hinckleys Plan, durch ein Attentat auf den US-Präsidenten in die Geschichte einzugehen. Er verfolgte den damaligen Präsidenten Jimmy Carter von Staat zu Staat, bis er in Nashville wegen illegalen Waffenbesitzes verhaftet wurde. In der Folge kehrte Hinckley zu seinen Eltern zurück. Eine Depression wurde diagnostiziert und medikamentös behandelt. 1981 sammelte Hinckley Informationen über den Kennedy-Attentäter Lee Harvey Oswald, den er sich zum Vorbild nahm.
Am 30. März 1981 schoss Hinckley mit einem Röhm-RG-14-Revolver vor dem Hilton Hotel in Washington, D. C. sechsmal auf den Präsidenten Ronald Reagan. Reagan wurde nicht direkt getroffen, aber ein vom kugelsicheren Fenster seiner Limousine abgepralltes Projektil verletzte seinen linken Lungenflügel. Bei dem Attentat wurden der Pressesprecher James Brady durch einen Schuss ins Gehirn schwer und die Sicherheitskräfte Thomas Delahanty und Timothy McCarthy leichter verletzt.
Hinckley ließ sich ohne Gegenwehr festnehmen. Im Prozess gegen ihn wurde auf nicht schuldig wegen Unzurechnungsfähigkeit entschieden. Psychiater diagnostizierten bei ihm eine akute Psychose, eine schwerwiegende Depression und eine narzisstische Persönlichkeitsstörung, gepaart mit einer auf Jodie Foster gerichteten  Erotomanie. Hinckley wurde in das Saint Elisabeth Hospital in Washington, D. C. zur Sicherungsverwahrung eingewiesen. 1999 wurde ihm zugestanden, die Anstalt zu verlassen, um seine Familie zu besuchen. Diese Regelung wurde jedoch wieder zurückgenommen, als man feststellte, dass Hinckley Material über Jodie Foster in das Krankenhaus eingeschmuggelt hatte. 2004 wurde ihm die Besuchsregelung erneut zugestanden.
2015 durfte Hinckley die Klinik zeitweise verlassen und Zeit mit seiner greisen Mutter im Kingsmill Resort im James City County verbringen. Am 27. Juli 2016 entschied das zuständige Distriktgericht, dass Hinckley nach 35-jähriger Haft am 5. August 2016 dauerhaft entlassen werden könne und sich in Williamsburg, Virginia niederlassen dürfe. Psychiater hatten ihm attestiert, dass er sich seit zwei Jahrzehnten in anhaltender stabiler Remission seiner Erkrankungen befinde. Die Entlassung war an strenge Auflagen gebunden (mindestens einmal monatliche Vorstellung in der psychiatrischen Klinik, Mitteilung von Privatbesuchen an die behandelnden Psychiater und Psychologen etc.). Ihm wurde verboten, Kontakt mit früheren Opfern oder deren Angehörigen sowie mit Jodie Foster und deren Familie aufzunehmen.
Am 10. September 2016 wurde Hinckley unter einer Reihe gerichtlich verfügter Auflagen (u. a. keine Medienkontakte, stark eingeschränkter Reiseradius, Pflicht zur Aufnahme zumindest einer Teilzeitarbeit, regelmäßige psychiatrische Betreuung) aus der Klinik entlassen.
Ende September 2021 entschied ein Gericht, dass Hinckley für die nächsten Monate noch einmal unter Beobachtung gestellt werde. Falls er sich in dieser Zeit nichts zu Schulden kommen ließe, sollten alle Auflagen aufgehoben werden und er endgültig freikommen. Im Juni 2022 wurde alle noch bestehenden Auflagen aufgehoben.
Er startete 2020 einen YouTube-Kanal und gründete 2022 sein eigenes Music-Label. Auf seinem Kanal lädt er Songs und Covers von Folk-Songs hoch.

## Hinckley-Bush-Familienverbindung
Hinckleys Vater war ein finanzieller Unterstützer von George Bush im Wahlkampf von 1980. Bush war Reagans größter Konkurrent um die Nominierung als Präsidentschaftskandidat der Republikanischen Partei. Hinckleys älterer Bruder Scott, der nach seinem Studienabschluss Vizepräsident in der Ölfirma des Vaters wurde, hätte einen Tag nach dem Attentat ein gemeinsames Essen im Haus von Neil Bush gehabt, das jedoch nach dem Attentat abgesagt wurde.
Die Verbindung zwischen den beiden Familien wurde vereinzelt zum Ausgangspunkt von Verschwörungstheorien, etwa bei Daniel Pipes und Roger Stone, wobei letzterer eine Verbindung zwischen dem Attentat auf Reagan und der NWO herzustellen versucht.

## Rezeption
Der Spielfilm The Day Reagan Was Shot (2001) thematisiert das Attentat. In diesem Film wird Hinckley von Christian Lloyd dargestellt.
Im Film Fletcher’s Visionen wird Hinckley als Subjekt von Gehirnwäscheversuchen erwähnt.
In dem Musical Assassins von Stephen Sondheim und John Weidman (Buch) (Uraufführung 1990), trifft John Hinckley auf die anderen Attentäter, die amerikanische Präsidenten ermordeten oder zu ermorden versuchten.
In Staffel 1, Folge 18 (Rote Anemonen) von Criminal Minds, in der es um einen Stalker geht, wird Hinckley als Beispiel erwähnt.
Folge 4 (Das Attentat, OT: In Control) der ersten Staffel der Spionageserie The Americans dreht sich ebenfalls um das Attentat, es dient als Aufhänger für eine Reihe von Entwicklungen um die Protagonisten.
In Staffel 2, Folge 9 von American Dad wurde das Attentat und seine Folgen thematisiert.
Die amerikanische Punk-Band NOFX singt von den Handlungen von John Hinckley in dem Song Sid and Nancy, der sich auf dem 2016 erschienenen Album First Ditch Effort befindet.
In der Einzelgeschichte The Golden Boy des Comics Sandman – Worlds’ End schießt eine verwirrte Frau auf den jungen (fiktiven) US-Präsidenten Prez Rickard und tötet dabei dessen Freundin, um die Aufmerksamkeit des prominenten Boxers und Superhelden Ted Grant zu erlangen.